# Шейбель, Иоганн Эфраим
Иоганн Эфраим Шейбель (5 сентября 1736, Бреслау — 31 мая 1809, там же) — германский книговед, библиограф, преподаватель, математик и астроном.
Среднее образование получил в школах родного города. С 1759 года, несмотря на столь молодой возраст, уже имел звание профессора и был преподавателем математики, физики и логики в гимназии при церквях св. Елизаветы и Св. Марии Магдалины в Бреслау, с 1788 года был инспектором евангелических школ в Бреслау и ректором гимназии при церкви св. Елизаветы. С 1784 по 1809 год был главным библиотекарем в церкви св. Елизаветы. Был известен как библиолог, член Силезского патриотического общества, Прусской академии наук в Берлине и член-корреспондент Академии наук в Гёттингене.
Научными интересами Шейбеля были физика, астрономия, математика, география, классическая филология; его перу принадлежат книговедческие описания многих старинных рукописей. Главные работы: «Unterricht vom Gebrauche der künstlichen Himmels- und Erdkugeln» (Бреслау, 1779), крупный библиографический труд «Einleitung zur mathematischen Bücherkenntniss» (там же, 1769—1798). Его обширная библиотека была в 1809 году после его смерти продана его сыном на аукционе; покупателем стал Вильнюсский университет.